# 乾安県
乾安県（けんあん-けん）は中華人民共和国吉林省松原市に位置する県。県人民政府の所在地は乾安鎮。

## 歴史
1928年（民国17年）に設置された乾安設治局を前身とする。1933年（大同2年）、満洲国政府により乾安県と改編された。

## 行政区画
3街道、6鎮、4郷を管轄：
- 街道弁事処：栄業街道、馳誉街道、如松街道
- 鎮：乾安鎮、大布蘇鎮、水字鎮、譲字鎮、所字鎮、安字鎮
- 郷：余字郷、道字郷、厳字郷、賛字郷

## 交通

### 鉄道
- 中国国家鉄路集団
  - 通譲線
    - 乾安駅

### 道路
- 高速道路
  -  鉄科高速道路（中国語版）
- 国道
  -  G503国道（中国語版）